# 아네르스 골딩
아네르스 크리스티안 골딩(덴마크어: Anders Christian Golding, 1984년 5월 12일~)은 덴마크의 사격 선수이다. 2012년 하계 올림픽 남자 스키트 종목에서 은메달을 획득했다.